# Сквер з різновидностями рідкісних дерев (Чернівці, вул. Л. Українки)
Сквер з різнови́дностями рі́дкісних дере́в — ботанічна пам'ятка природи місцевого значення в Україні. Розташована в межах міста Чернівці, при вулиці Л. Українки. 
Площа 0,4 га. Статус надано згідно з рішенням виконавчого комітету Чернівецької обласної ради народних депутатів від 17 березня 1992 року № 72. Перебуває у віданні: Департамент житлово-комунального господарства м. Чернівці. 
Статус надано з метою збереження скверу, в якому окрім місцевих видів дерев зростають також екзоти. З комах тут виявлені подалірій (Iphiclides podalirius) і мінливець великий (Apatura iris), види, занесені до Червоної книги України. 
Сквер розташований поряд з 1, 2 і 3 корпусами Чернівецького національного університету імені Юрія Федьковича. На території скверу встановлено пам'ятник Юрію Федьковичу.